# Sei giorni
La Sei giorni è una competizione di ciclismo su pista articolata su diverse prove che si svolgono appunto nell'arco di sei giorni di gara. I corridori gareggiano a coppie e si affrontano in diverse specialità: l'americana, la corsa a punti, l'eliminazione, il derny (talvolta il mezzofondo), lo scratch, il giro lanciato.
Ognuna delle specialità si disputa una o due volte in ciascuna giornata di gara. Ogni giornata viene chiusa da un'americana sulla distanza di 50 km. La classifica generale viene determinata dai piazzamenti conquistati dalle coppie nelle varie prove, in base ai quali vengono assegnati dei punti, nonché dai giri guadagnati o perduti rispetto agli altri concorrenti durante le americane: le coppie che hanno dei giri di vantaggio vengono classificate per prime anche se hanno meno punti. Per questa ragione l'americana è di gran lunga la prova più importante del programma. Inoltre a ciascuna coppia viene assegnato un giro addizionale di vantaggio ogni 100 punti conquistati. Nell'americana che conclude il sesto giorno, inoltre, al termine si svolgono più sprint a punteggio, a distanza di dieci giri l'uno dall'altro, anziché uno solo come in tutte le altre; l'ultimo sprint assegna punti doppi. I punti attribuiti da questi sprint sono spesso decisivi per assegnare la vittoria finale.
Le Sei giorni si corrono soprattutto durante l'inverno: le più importanti costituiscono un circuito al quale partecipano i migliori specialisti, tra le quali vi sono Berlino, Gand, Amsterdam, Grenoble, Copenaghen. In passato si correvano importanti Sei giorni anche in altre città come Stoccarda, Bordeaux, Dortmund, Anversa, Milano, Rotterdam. Per quanto riguarda la città lombarda, dopo il crollo del tetto del Palasport di San Siro a causa di un'eccezionale nevicata nel 1985, la gara venne sospesa per mancanza di una sede adatta; ripresa negli anni novanta nel nuovo palazzetto di Assago, il Mediolanum Forum, dopo poche edizioni venne nuovamente cancellata per lo scarso numero di spettatori. In Italia rimangono comunque ancora alcune valide Sei giorni, fra tutte la Sei giorni delle Rose, organizzata a Fiorenzuola d'Arda, mentre per rilanciare il mondo delle competizioni su pista è nato il Giro d'Italia delle Piste.
In passato venivano spesso invitati a partecipare, per richiamare il pubblico, grandi campioni delle corse su strada; questa pratica è diventata molto meno frequente negli ultimi anni, perché sono pochi gli stradisti che hanno esperienza di corse in pista e sono in grado di cimentarsi a livelli competitivi.